# Osek nad Bečvou (przystanek kolejowy)
Osek nad Bečvou – przystanek kolejowy we wsi Osek nad Bečvou, w kraju ołomunieckim, w Czechach. Przystanek znajduje się na wysokości 245 m n.p.m. i leży na linii kolejowej nr 270.